# Utansjö norra
Utansjö norra är en bebyggelse i norra delen av Utansjö i Högsjö socken i Härnösands kommun, Stockholms län. Bebyggelsen avgränsades 2015 av SCB som en separat småort för att 2020 klassas som en del av småorten Utansjö.
| Befolkningsutvecklingen i Utansjö norra 2015–2015                                      | Befolkningsutvecklingen i Utansjö norra 2015–2015 | Befolkningsutvecklingen i Utansjö norra 2015–2015 | Befolkningsutvecklingen i Utansjö norra 2015–2015 | Befolkningsutvecklingen i Utansjö norra 2015–2015 |
| -------------------------------------------------------------------------------------- | ------------------------------------------------- | ------------------------------------------------- | ------------------------------------------------- | ------------------------------------------------- |
|                                                                                        |                                                   |                                                   |                                                   |                                                   |
| År                                                                                     |                                                   |                                                   | Folkmängd                                         | Areal (ha)                                        |
| 2015                                                                                   | 2015                                              |                                                   | 92                                                | 13#                                               |
| Anm.: utbruten 2015 ur tätorten Utansjö, uppgick 2020 i småorten Utansjö # Som småort. |                                                   |                                                   |                                                   |                                                   |